# FAB-5000
Die FAB-5000 (russisch ФАБ-5000НГ , FAB-5000NG, Spitzname: Marija Iwanowa) war die schwerste abwerfbare sowjetische Bombe im Zweiten Weltkrieg. Weitere Typen finden sich in der Liste von sowjetischen und russischen Fliegerbomben.

## Allgemein
Die FAB-5000NG, NG für den Entwickler Prof. Dr. N. I. Gelperin, wurde 1942 entwickelt. Am 15. Februar 1943 wurde sie in die Bewaffnung der Roten Armee eingeführt. Als Trägerflugzeug kam ausschließlich der schwere Bomber Petljakow Pe-8 in Frage, bei dem sich durch die Größe der Bombe der Bombenschacht nicht mehr vollständig schließen ließ.
Der Sprengstoff TGA bestand aus 50 % Trinitrotoluol, 35 % Hexogen und 10 % Aluminiumpulver und musste in mehreren Apparaturen gleichzeitig geschmolzen und von Hand vergossen werden.
Es wurden 48 Stück gebaut. Luftbeobachtungen der Schäden ergaben, dass die Explosion nur wenig stärker als die der FAB-2000 war. Über die wahre Effektivität konnte sich die Führung kein zuverlässiges Bild machen, letztlich wurde der Einsatz eingestellt.
Eine mit 6.200 kg noch schwerere Bombe entwickelte Gelperin für die Ferngelenkte Version der TB-3. Fest im Rumpf verbaut stürzte sich die TB-3 mit ihr von einem anderen Bomber über Funk gelenkt auf das Ziel.

## Bekannte Einsätze
Am 28. April 1943 wurde eine FAB-5000 bei einem Luftangriff auf Königsberg abgeworfen. Am 27. Mai 1943 wurden zwei auf die Garnison in Mogiljow geworfen. Am 3. Juni 1943 und 18. Juli 1943 fielen jeweils zwei auf den Eisenbahnknotenpunkt Orjol. In der Kursker Schlacht wurden zwei auf dem Gefechtsfeld eingesetzt, gegen das Dorf Progress und die Höhe 254,9. Anfang 1944 wurden zwei weitere Bomben dieses Typs über Helsinki abgeworfen.